# Le Verre de limonade
Le Verre de limonade ou Le Verre de citronnade (en hollandais, Het glas limonade) est une huile sur toile peinte par l'artiste néerlandais Gerard ter Borch vers 1664. Le tableau est conservé au musée de l'Ermitage, à Saint-Pétersbourg, où il entra en 1815 comme partie de la collection de l'impératrice Joséphine. Le tableau est exposé dans la salle 249 du Nouvel Ermitage.
Le Verre de limonade est typique de l'œuvre tardive de Ter Borch, s'éloignant des simples scènes de genre pour représenter la vie privée et les scènes domestiques intimes de la riche bourgeoisie. Ce tableau est l'un des premiers exemples de scènes domestiques hollandaises révélant une connexion psychologique interne entre les personnages.

## Source de traduction
- (en) Cet article est partiellement ou en totalité issu de l’article de Wikipédia en anglais intitulé « Glass of Lemonade » (voir la liste des auteurs).